# Даниъл Уилсън
Даниъл Уилсън (на английски: Daniel H. Wilson) е американски инженер по роботика, телевизионен водещ и писател на произведения в жанра научна фантастика, технотрилър и документалистика.

## Биография и творчество
Даниъл Уилсън е роден на 6 март 1978 г. в Тълса, Оклахома, САЩ. Член е на най-голямата федерално призната чероки общност в САЩ. Има по-мълък брат. Завършва гимназия „Букър Т. Вашингтон“ през 1996 г. в Тълса.
През 2000 г. получава бакалавърска степен по компютърни науки от университета в Тълса, след което в продължение на един семестър следва философия в университета в Мелбърн, Австралия. Получава магистърска степен по роботика и магистърска степен по по машинно обучение от Института по роботика към частния изследователски университет „Карнеги Мелън“ в Питсбърг, Пенсилвания. Там през 2005 г. получава докторска степен по роботика с дисертацията „Помощни интелигентни среди за автоматичен мониторинг на здравето“, в която разглежда осигуряването на автоматично наблюдение на местоположението и активността в дома чрез евтини сензори като детектори за движение и контактни превключватели. Работи като стажант в „Microsoft Research“, „Xerox PARC“, „Northrop Grumman“ и „Research Seattle“.
Първата му книга „How to Survive a Robot Uprising“ (Как да оцелеем при въстание на роботи) е издадена през 2005 г. Следват „Where's My Jetpack?“ (Къде е моят джетпак?), „How to Build a Robot Army“ (Как да изградим армия от роботи), и др.
През 2008 г. е водещ на поредицата „Творбите“ по History Channel, изследваща вътрешното функциониране на ежедневните неща.
През 2011 г. е изданен първият му роман „Робокалипсис“ от от едноименната поредица. В едно недалечно бъдеще, всички машини, които управляват света се обръщат срещу хората. Приел формата на срамежливо малко момче, най-мощният изкуствен интелект на Земята, известен като Архос R-14, поема контрола над глобалната мрежа от роботи във всички сфери на човешкия живот, а хората трябва да се обединят, за да оцелеят. Романът става бестселър в списъка на „Лос Анджелис Таймс“ и на „Ню Йорк Таймс“ и го прави известен. След продължително забавяне през 2020 г. е направена екранизацията на „Робокалипсис“ от реж. Майкъл Бей.
През 2019 г. е издаден романа му „The Andromeda Evolution“ (Еволюцията на „Андромеда“), който е оторизирано продължение на технотрилъра „Щамът „Андромеда“ (1969) на Майкъл Крайтън.
Даниъл Уилсън живее със семейството си в Портланд, Орегон.

## Произведения

### Самостоятелни романи
- A Boy and His Bot (2011) – издаден и като „Code Lightfall and the Robot King“
- Amped (2012)
- The Clockwork Dynasty (2017)
- The Andromeda Evolution (2019) – с Майкъл Крайтън

### Серия „Робокалипсис“ (Robo)
1. Robopocalypse (2011)
Робокалипсис, изд.: ИК „Обсидиан“, София (2011), прев. Богдан Русев
2. Robogenesis (2014)

### Новели и разкази
- The Nostalgist (2011)
- Freshee's Frogurt (2011)
- Helmet (2012)
- Foul Weather (2012)
- Small Things (2014)
- Kismet™ (2014)
- Avtomat (2014)
- Garden of Life (2014)
- The Blue Afternoon That Lasted Forever (2014)
- God Mode (2015)
- Iterations (2017)
- The Clockwork Dynasty (2017)
- All Kinds of Proof (2018)
- Blood Memory (2018)
- Jack, the Determined (2018)
- Miss Gloria (2018)
- One for Sorrow: A Clockwork Dynasty Story (2018)
- Special Automatic (2018)
- The Executor (2018)
- Bastion (2018)
- A History of Barbed Wire (2019)

### Графични романи
- Quarantine Zone (2016)

### Сборници
- Guardian Angels and Other Monsters (2018)

### Комикси
- Earth 2: World's End (2014) – 24 броя на DC Comics
- Earth 2: Futures End (2014) – DC Comics
- Earth 2: Society (2015) – 7 броя на DC Comics
- Spooky Shit (2012) – в „Zombies Vs. Robots: Seasons of War“

### Документалистика
- How to Survive a Robot Uprising (2005)
- Where's My Jetpack? (2007)
- How to Build a Robot Army (2008)
- The Mad Scientist Hall of Fame (2008) (with Anna C Long)
- Bro-jitsu (2010)

### Екранизации
- 2014 The Nostalgist – късометражен
- 2020 Flight 008 – тв минисериал – 1 епизод
- ?? Robopocalypse